# Toyota Sprinter Trueno
Toyota Sprinter Trueno, Toyota Corolla Levin — компактні купе фірми Toyota, що вироблялися на базі автомобілів Toyota Corolla / Toyota Sprinter. Історія Corolla Levin / Sprinter Trueno починалася до появи АЕ85/АЕ86, але за старими кузовам залишилося занадто мало інформації в інтернеті.

## Перше покоління

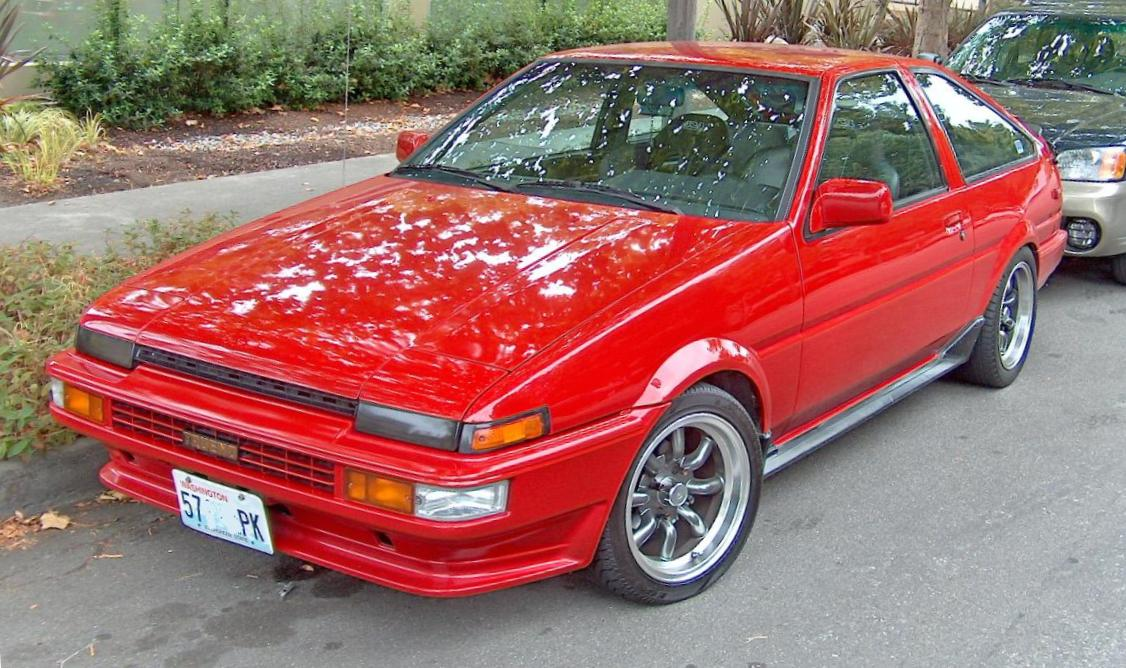
Toyota AE86

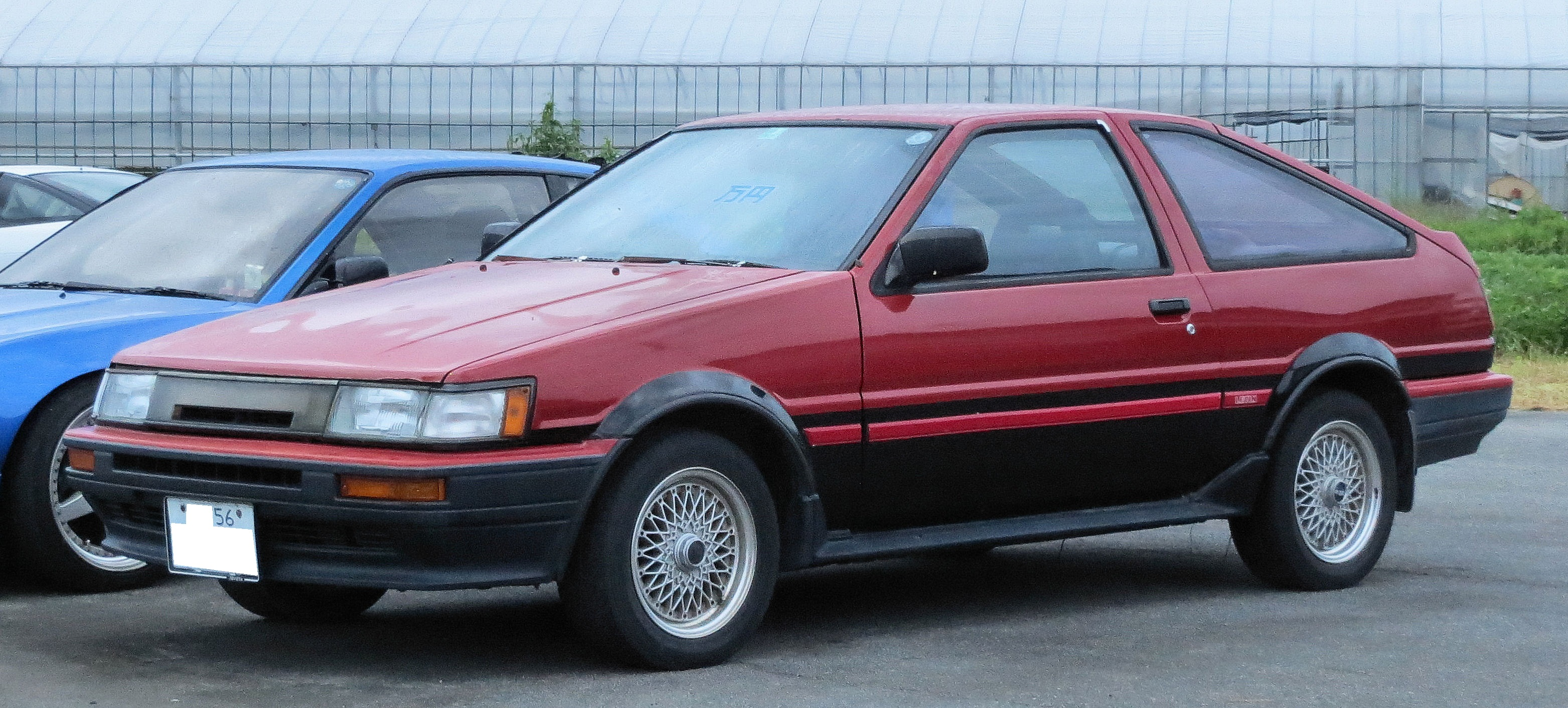
Toyota AE86

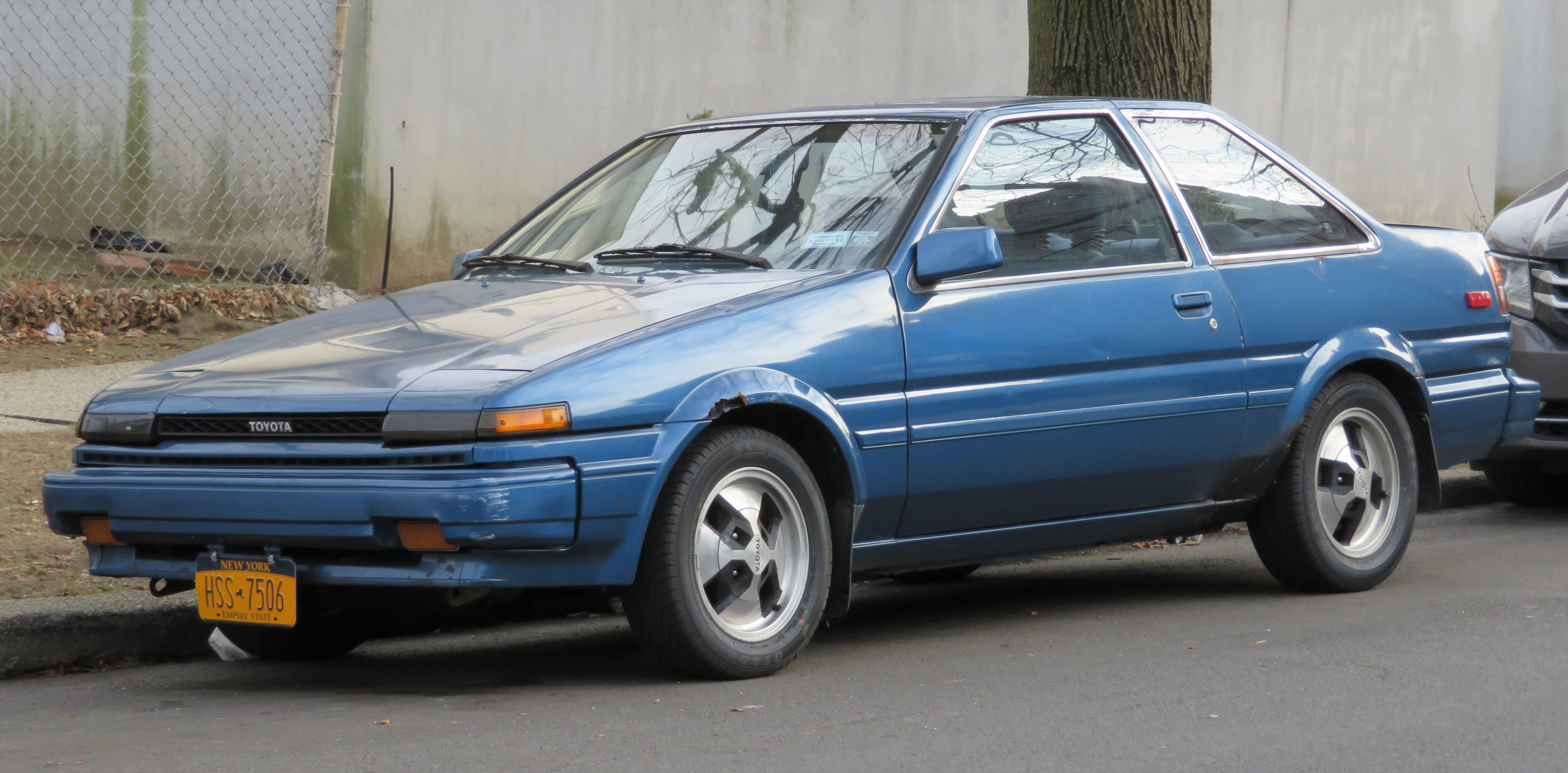
Toyota AE86 купе

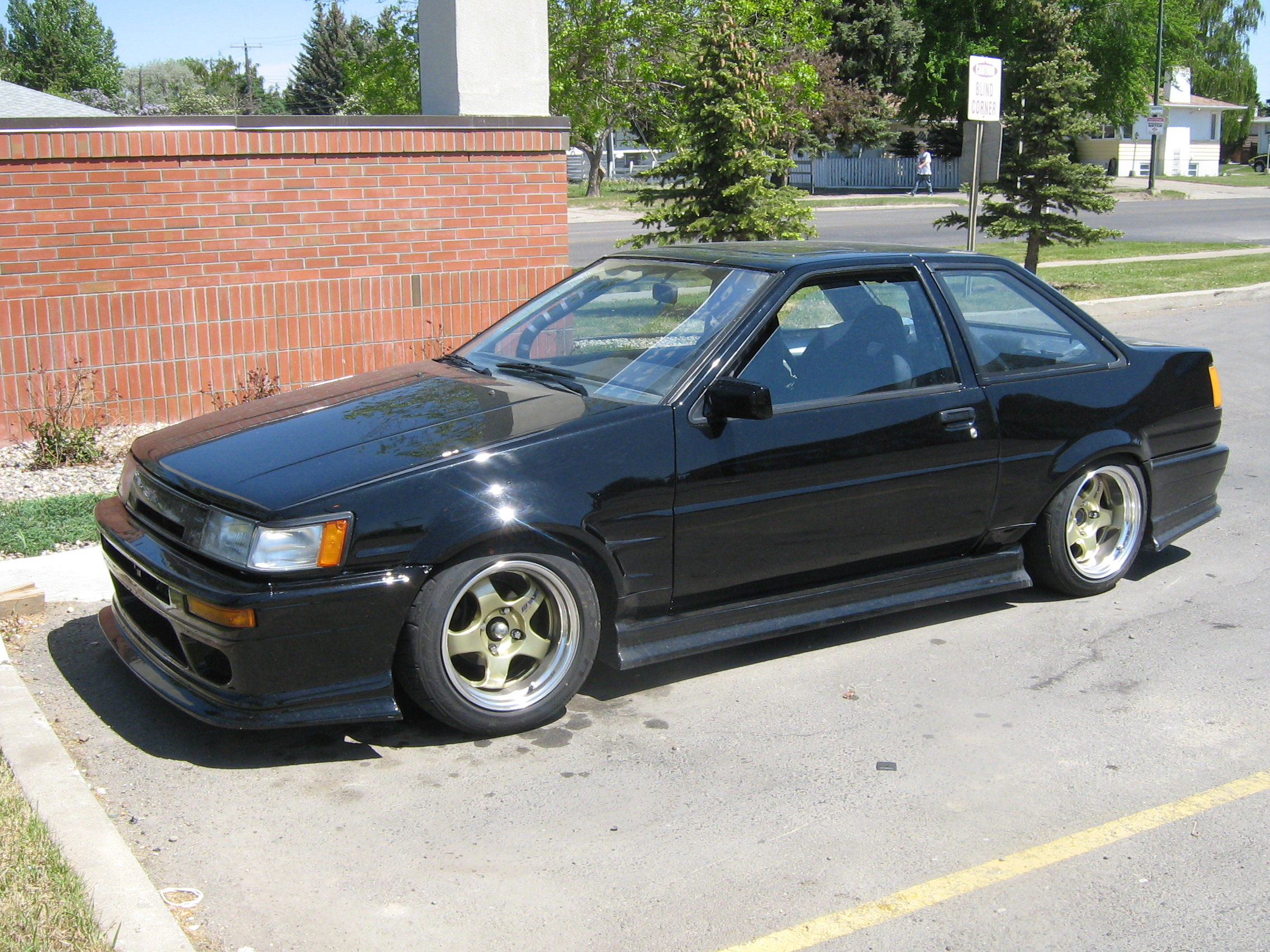
Toyota AE86 купе

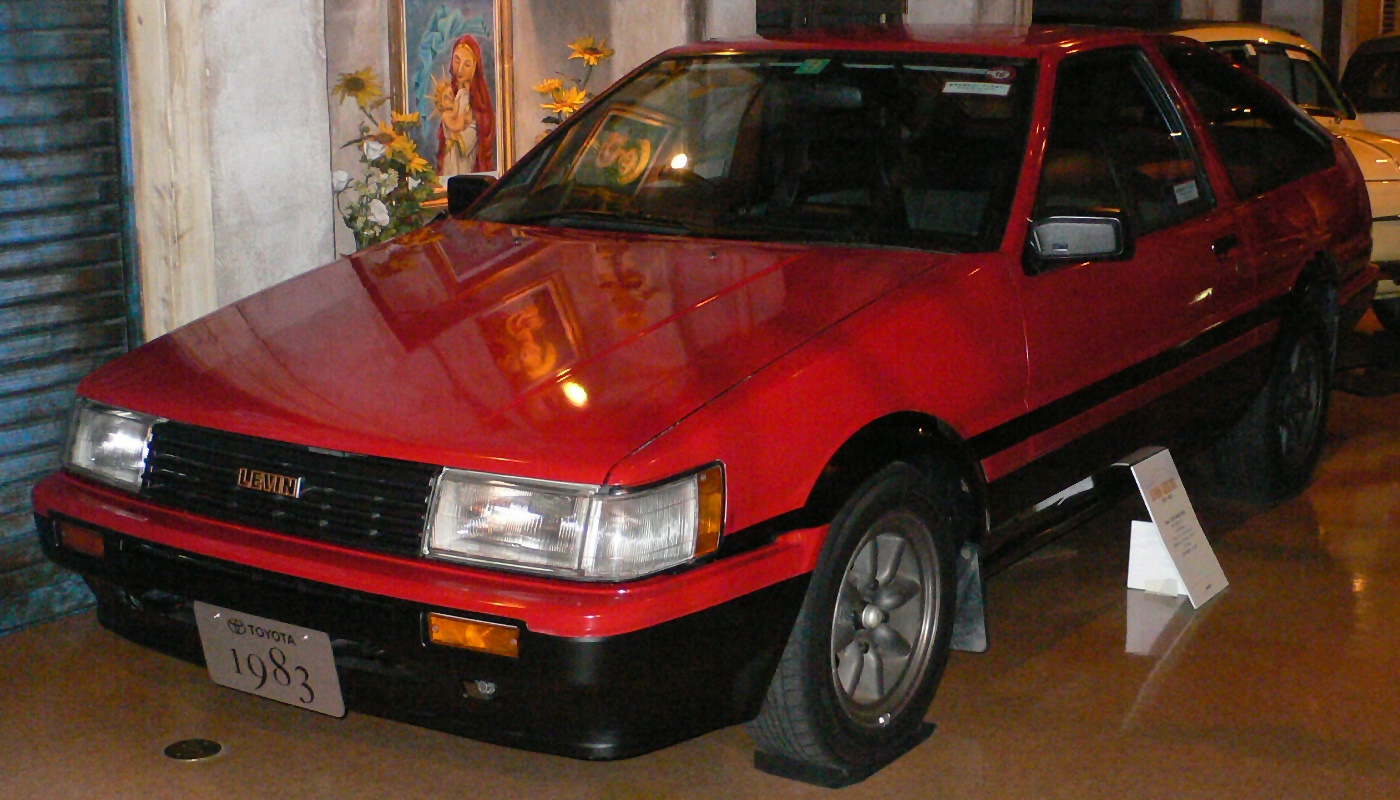
Toyota AE85

Серія AE85, AE86 — 10 травня 1983 — 30 травня 1987 Toyota AE86, також відома, як Toyota Corolla Levin і Toyota Sprinter Trueno, випускався в декількох модифікаціях: купе і трьохдверний хетчбек, зі «сліпими» і звичайними фарами. AE86 — остання задньопривідна модифікація «Левіна». Крім того, це остання легка задньопривідна Toyota, не рахуючи кабріолета, що випускається з 1998 року під назвою Toyota MR-S і має середньомоторну компоновку. Для стислості код шасі «AE86» позначає 1600-кубову задньоприводную модель. Японці називали автомобіль «Хачироку» («хачі» і «року» — цифри 8 і 6 по-японськи). Toyota AE85 це майже аналогічна модель, але з менш потужним двигуном на 1500 см3, також ззаду барабані гальма, а ще відсутні роспорки, як ззаду так і спереду, хоча 85 теж мала попит.
Вага автівки AE86 - 923 кг. 
Коли Toyota AE86 тільки з'явилася на світ, ніхто не очікував, що автомобіль стане легендою і буде залишатися серйозною японської класикою навіть післязавтра. Toyota Corolla Levin AE86 продавалася, як доступна, легка і надійна машина для початківців, і була доступна як на японському ринку (JDM), так і продавалася в інших країнах. Унікальність автомобіля полягала в його задньому приводі, адже на той час більшість моделей автомобілів перевели на передній привід. RWD робив AE86 ідеальною машиною для гонщиків-ентузіастів.
Двигуни серії 4A, використовувані в автомобілі AE86, також високо цінувалися за відмінні технічні характеристики - великий ресурс двигуна, його нескладний пристрій і простота модифікації. Якщо зануритися в технічні деталі моделі, Corolla AE86 оснащувалася чотирициліндровим 1587-кубовим мотором 4A-GE, що видає 130 к.с. і 150 Нм (JDM версія). Такий же мотор використовувався в першому поколінні родстера Toyota MR2 (AW11). Що стосується трансмісії, то AE86 була доступна з 5-ступінчастою МКПП або 4-ступінчастим автоматом, за бажанням покупця в МКПП можна було встановити LSD (диференціал підвищеного тертя).
Оскільки AE86 мала спортивний характер, на автомобіль встановлювалися вентильовані гальмівні диски. Підвіска автомобіля була незалежною зі стійками типу McPherson і стабілізаторами поперечної стійкості з обох кінців.
Хоча Toyota AE86 була популярна в середовищі раллістів, але її справжнім призначенням, завдяки потужності і розподілу ваги, стало ковзання на кутах і поворотах в дрифт-дисципліні. Нехай сьогодні в світі багато спортивних авто, але AE86 буде завжди користуватися популярністю у автолюбителів.
Після закінчення виробництва Toyota AE86, лише кілька моделей Toyota змогли залучити собі стільки ж уваги і стати настільки популярні, як цей культовий і легендарний автомобіль.

### Двигуни
Toyota AE85
- 1.5 L 3A-U I4 84 к.с.

Toyota AE86
- 1.6 L 4A-C I4 86 к.с.
- 1.6 L 4A-GEU I4 130 к.с.
- 1.6 L 4A-GEC I4 130 к.с.

## Друге покоління

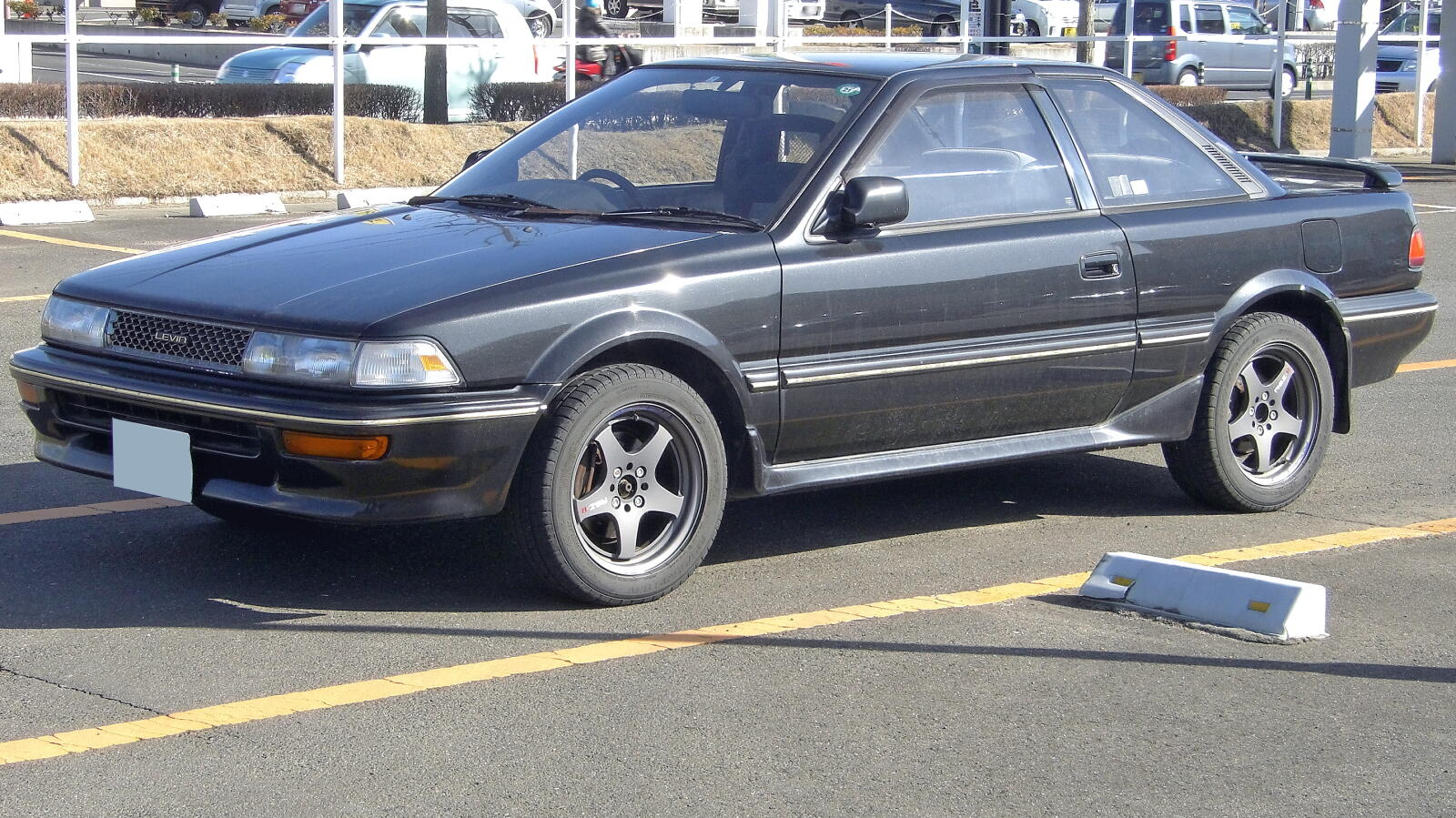
Toyota Corolla Levin (AE92)

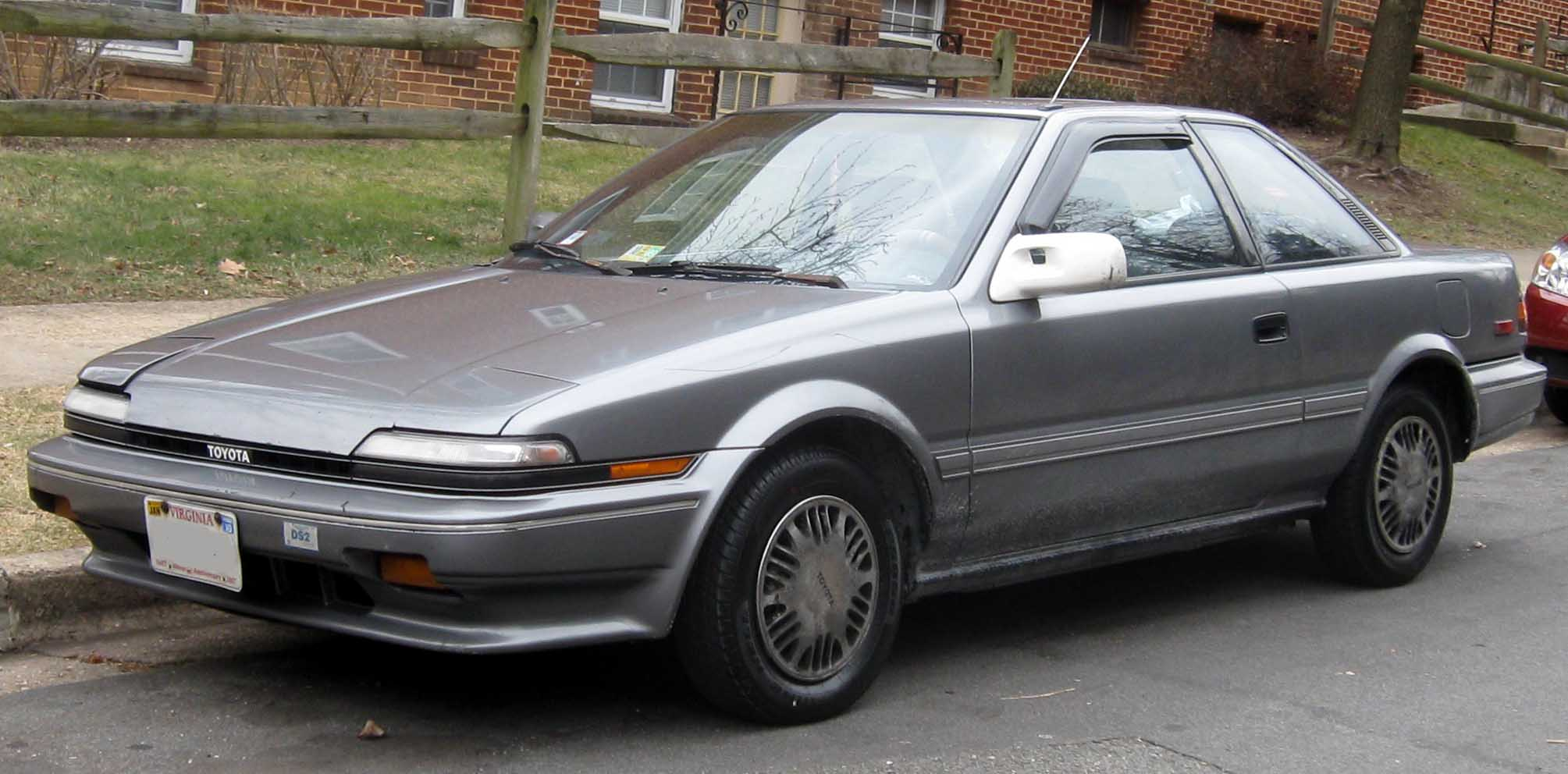
Toyota Corolla coupe (AE92)

Серія AE91, AE92 — 6 червня 1987 — 25 травня 1991 Слідом за 6 —м поколінням Corolla і Sprinter, які були передньопривідними, Corolla Levin теж отримав передній привід. За індексом кузова (AE92) його називали "Кюні" (японською мовою " кю " — це 9 , " ні " — 2). Corolla Levin став дещо легша за попереднє покоління моделі, а проте існувала модифікація GT-Z, оснащена більш потужним двигуном потужністю 165 к.с. з суперчарджером. У 1989 році, в середині життєвого циклу покоління, автомобіль піддався невеликому рестайлінгу, зокрема помінявся зовнішній вигляд переднього бампера та решітки радіатора.

### Двигуни
- 1.6 L 4A-F I4
- 1.6 L 4A-GE I4
- 1.6 L 4A-GZE I4 165 к.с.

## Третє покоління

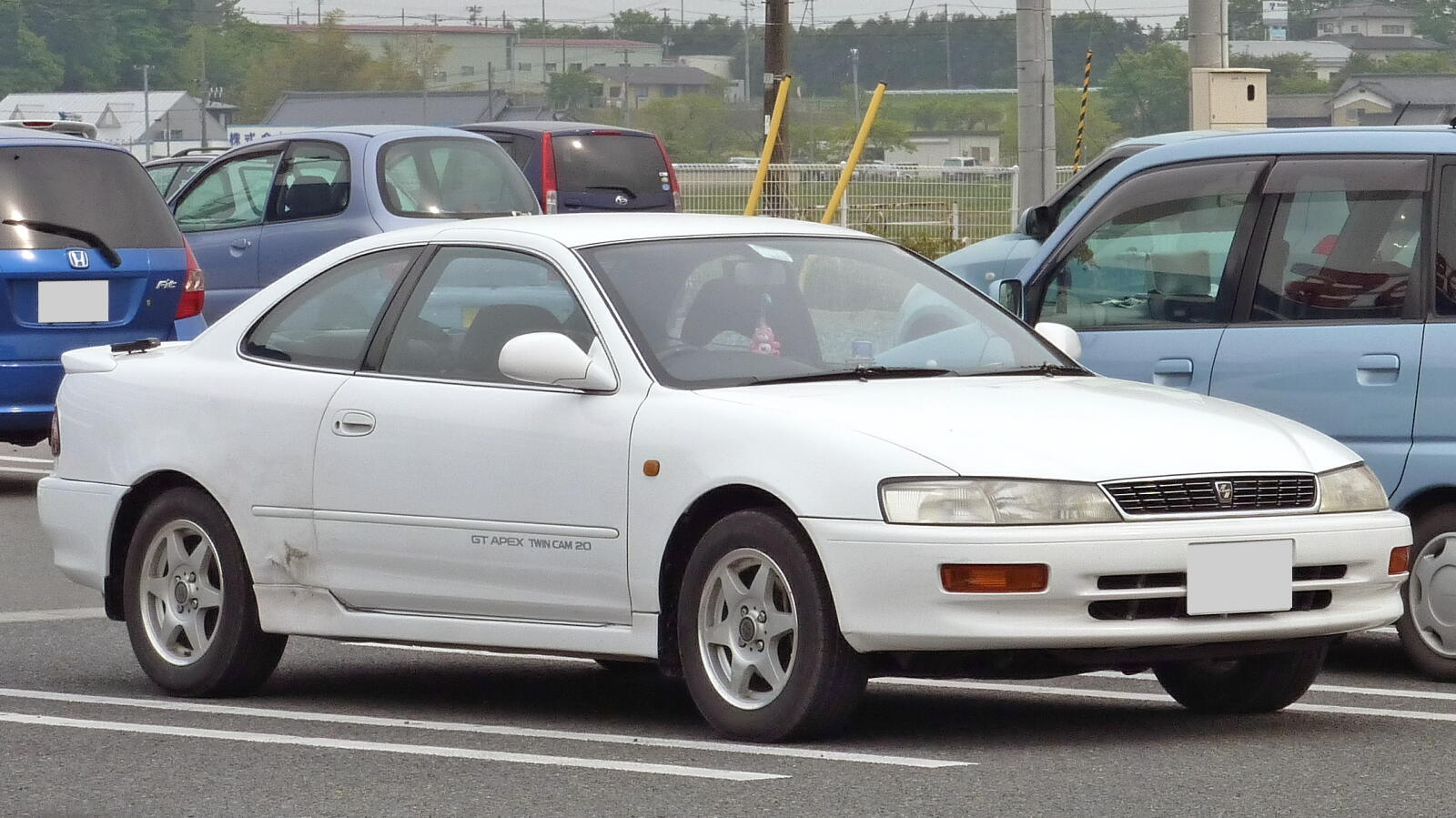
Toyota Corolla Levin (AE100)

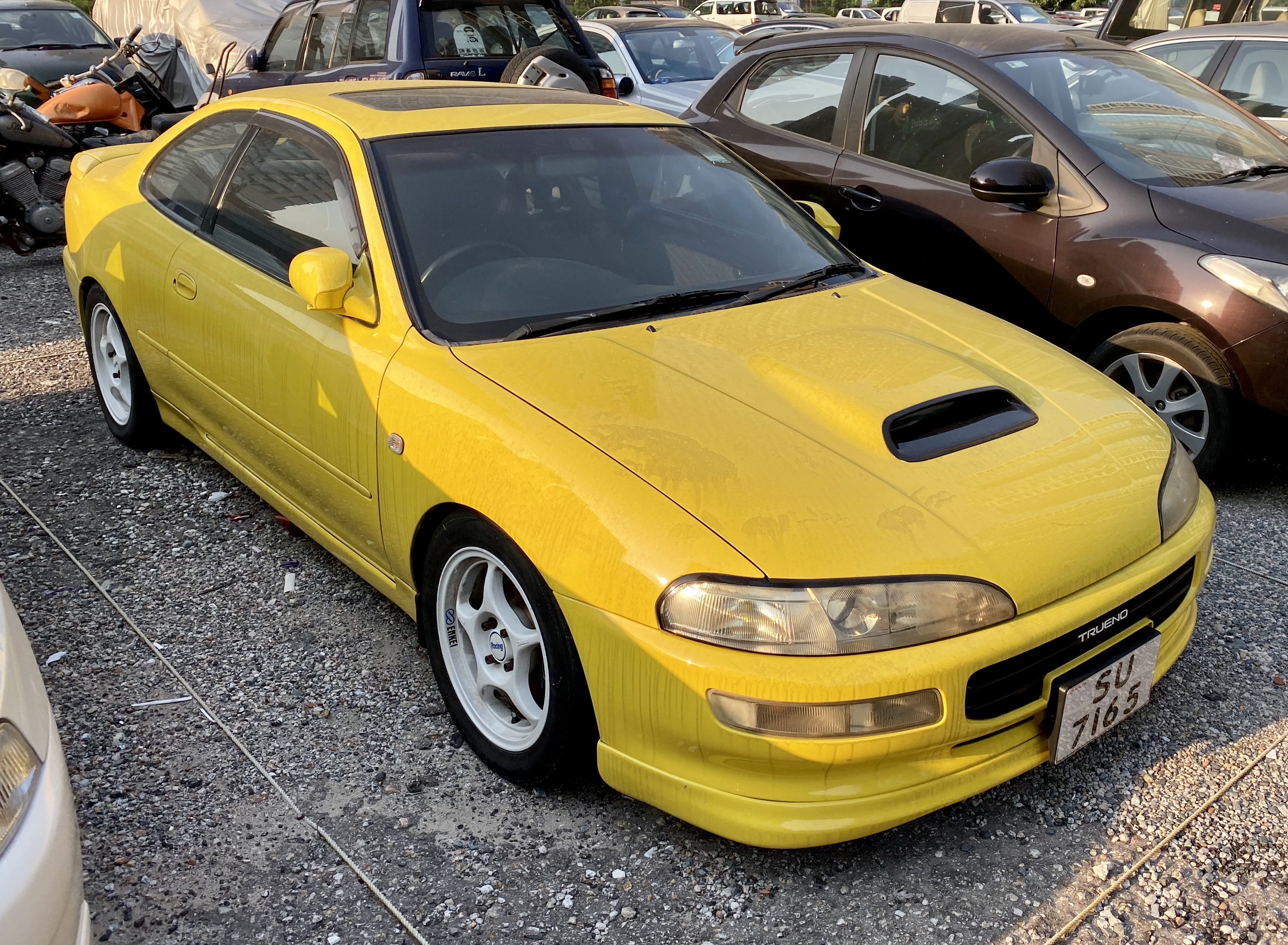
Toyota Sprinter Trueno (AE100)

Серія AE100, AE101 — 16 червня 1991 — 15 квітня 1995 У сьомому поколінні моделей Corolla і Sprinter, випущеному в 1991 р., в період економіки " мильного міхура ", особлива увага приділялася поєднання експлуатаційних і товарних якостей. Corolla Levin і Sprinter Trueno, по суті, були однаковими машинами; незважаючи на те, що в них зберігся імідж колишніх поколінь, ці машини стали більш " просунутими " в спортивному напрямку. У Sprinter Trueno перестали використовуватися " складаються " (що ховаються) фари, замість них використовувалися більш вузькі, що, в свою чергу, дозволило відмовитися від решітки радіатора в передній частині кузова.
Незважаючи на те, що вага обох машин наближався до 1 тонні, що не характерно для спортивних машин, спортивність досягалася використанням підвіски Super Strut Suspension і більш потужними двигунами: 170-сильним з приводним нагнітачем (4A —GZE) і 160-сильним 20-клапанним з системою зміни фаз ГРМ VVT (модифікація мотора 4A-GE, відома під ім'ям Silver Top). У 1993 році Corolla Levin піддався деяким змінам (зокрема, змінився бампер) і спрощень, що дозволило знизити її вартість.

### Двигуни
- 1.5 L 5A-F I4 104 к.с.
- 1.6 L 4A-F I4 114 к.с.
- 1.6 L 4A-GE I4 160 к.с.
- 1.6 L 4A-GZE I4 170 к.с.

## Четверте покоління

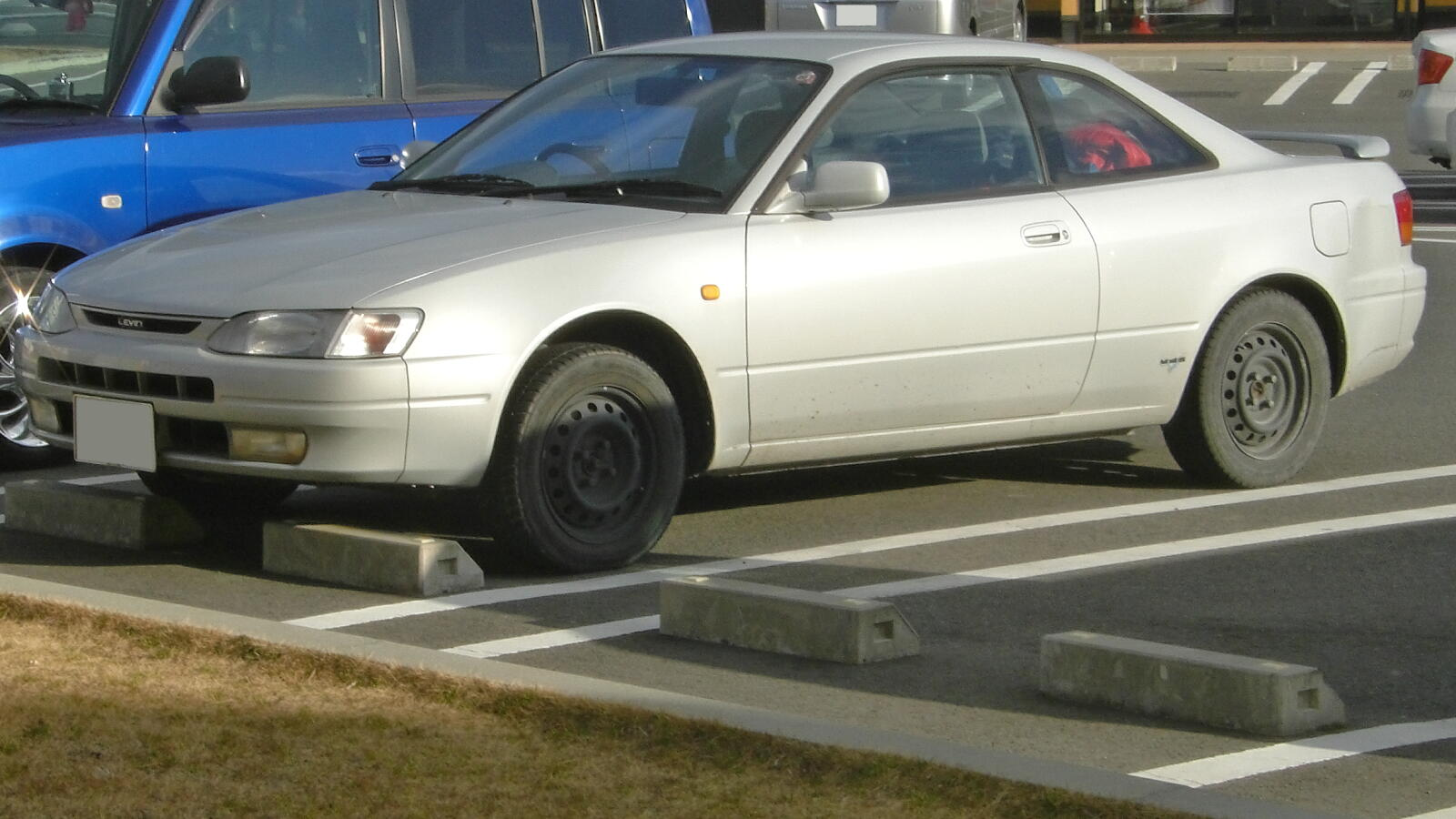
Toyota Corolla Levin (E110)

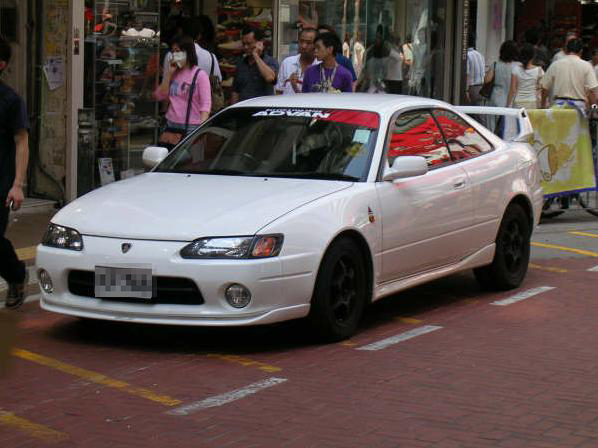
Toyota Corolla Trueno (E110)

Серія AE110, AE111 — травень 1995 — липень 2000 4 покоління Toyota Corolla Levin, випущене в 1995 році, мало більш незграбний дизайн — в повній відповідності з змінами, що відбулися в дизайні всіх автомобілів Toyota в середині 90 -х. Однак загальна концепція була успадкована від попередніх поколінь моделі. Так само, як і раніше, відміна Corolla Levin від Sprinter Trueno полягала в різному дизайні передньої і задньої оптики і наявності/відсутності решітки радіатора.
Toyota Corolla Levin 1995 р. в кузові AE111 (рестайлінг), комплектація BZ-G, двигун 4A -GE (blacktop), об'єм 1,6, 165 к.с
Як і попереднє покоління, Corolla Levin випускалося тільки в кузові купе. Найбільші зміни торкнулися двигунів: на топових модифікаціях BZ-R, BZ-V, BZ-G стояв все той же, але трохи модифікований, атмосферне 20 —клапанник 4A-GE об'ємом 1,6 л з системою VVT потужністю 165 к.с. Крім того, на Corolla Levin встановлювалися 100-сильний двигун об'ємом 1,5 літра (комплектація FZ) і 1,6-літровий 4A-FE — потужністю 115 к.с. (модифікація XZ). Ходова частина практично не змінилася, проте завдяки деяким технологічним змінам розробникам вдалося домогтися зниження ваги автомобіля в цілому.
У 1997 році відбулися невеликі дизайнерські зміни вигляду автомобіля, зокрема, став використовуватися бампер з круглими протитуманними фарами, а на версію BZ -R стали встановлювати шестиступінчасту механічну коробку передач. Також був трохи змінений двигун 4A-FE , після 1997 року його потужність склала 110 к.с. На цьому поколінні історія автомобіля Corolla Levin закінчилася.
У 1998 про цю машину був знятий популярний японський серіал аніме Initial D: First Stage (яп. 頭文字[イニシャル]Ｄ) — режисера Місави Сін, намальоване по манзі Сігєнобу Сюіті Initial D, що отримала безліч гарних відгуків

### Двигуни
- 1.5 L 5A-F I4 100 к.с.
- 1.6 L 4A-F I4 115 к.с.
- 1.6 L 4A-GE I4 165 к.с.